# The Concerts in China
A The Concerts in China (Kínai koncertek) Jean-Michel Jarre 1982-ben megjelent, hatodik nagylemeze, mely az első duplalemeze és egyben első koncertlemeze.
Az album az 1981 októberében Pekingben és Sanghajban rögzített négy koncertjéből ad ízelítőt, amikor először fogadott nyugati zenészt Mao Ce-tung kommunista Kínája.
A külön erre az alkalomra írt új szerzemények is rákerültek a lemezre.

## Számlista

### CD 1
1. "The Overture" – 4:47
2. "Arpegiator" – 6:54
3. "Equinoxe 4" – 7:49
4. "Fishing Junks at Sunset" – 9:38
5. "Band in the Rain" – 1:29
6. "Equinoxe 7" – 9:55

### CD 2
1. "Orient Express" – 4:22
2. "Magnetic Fields 1" – 0:21
3. "Magnetic Fields 3" – 3:49
4. "Magnetic Fields 4" – 6:49
5. "Laser Harp" – 3:37
6. "Night in Shanghai" – 7:02
7. "The Last Rumba" – 2:11
8. "Magnetic Fields 2" – 6:26
9. "Souvenir of China" – 3:54